# Hemigrammus matei
Hemigrammus matei es una especie de pez de la familia Characidae en el orden de los Characiformes.

## Morfología
Los machos pueden llegar alcanzar los 4,3 cm de longitud total.

## Hábitat
Vive en zonas de clima subtropical entre 16 °C y 26 °C de temperatura.

## Distribución geográfica
Se encuentran en Sudamérica: Argentina. Corrientes